# Stanislav Florio
Stanislav Florio, pomorski kapetan i brodovlasnik iz Prčanja. Iz hrvatske obitelji Florio iz Prčanja u Crnoj Gori. 
Spominje ga se u izvorima među prčanjskim brodovlasnicima koji su između 1850. i 1870. u Trstu raspolagali s kapitalom od 4 milijuna forintâ, uz Iliju i Tripa Florija.
Bio je prvi mecena hrvatskom kiparu Ivanu Rendiću, kojem je pomogao upisati umjetničku školu u Veneciji.